# 1869년 율리시스 S. 그랜트 대통령 취임식
율리시스 S. 그랜트의 첫 번째 대통령 취임식은 제18대 미국 대통령으로서 1869년 3월 4일 워싱턴 D.C.의 미국 국회의사당 동쪽 포르티코에서 열렸다. 이 취임식은 21번째 대통령 취임식이었으며, 율리시스 S. 그랜트의 첫 4년 임기가 대통령으로서, 그리고 스카일러 콜팩스의 유일한 부통령 임기가 시작되었음을 알렸다. 대법원장 새먼 P. 체이스가 대통령 취임 선서를 주관했다. 퇴임하는 대통령 앤드루 존슨은 취임식에 참석하지 않았는데, 그와 그랜트가 취임식으로 가는 마차에 함께 앉기를 거부했기 때문이다. 존슨은 또한 별도의 마차를 타고 가는 것도 거부했다. 대신 그는 백악관에서 막바지 법안에 서명하고 있었다. 이것은 퇴임하는 대통령이 후임자의 취임식을 보이콧한 세 번째 사례였다.
그랜트의 1869년 취임식 퍼레이드는 그 이전의 어떤 퍼레이드보다 웅장했다. 취임식 당일 국회의사당 입장에는 특별 티켓이 필요했고, 펜실베이니아 애비뉴를 따라 여덟 개 사단의 병사들이 행진했으며, 퍼레이드 길을 내려다보는 창문은 매우 높은 가격에 팔렸다. 그날 저녁, 재무부 건물에서 무도회가 열렸다.

## 그랜트의 취임 연설
그랜트 대통령이 직접 작성한 취임 연설에는 세 가지 주요 요점이 있었다. 그랜트는 취임 연설을 시작하며 법이 어떻게 집행되어야 하는지, 이상적인 행정부가 어떤 모습이어야 하는지를 논했다.
국민의 마음을 뒤흔드는 모든 주요 문제에 대해 저는 항상 의회에 제 견해를 표명하고 제 판단에 따라 그것을 촉구할 것이며, 필요하다고 판단될 때는 제가 반대하는 조치들을 저지하기 위해 헌법적 특권인 거부권을 행사할 것입니다. 그러나 모든 법은 저의 승인을 받든 받지 않든 충실히 집행될 것입니다.
저는 모든 문제에 대해 권고할 정책을 가질 것이지만, 국민의 의지에 반하여 강제할 정책은 없을 것입니다. 법은 찬성하는 사람뿐만 아니라 반대하는 사람 모두에게 동일하게 적용되어야 합니다. 저는 나쁘거나 불쾌한 법을 폐지하는 데 있어 엄격한 집행만큼 효과적인 방법을 알지 못합니다.
그랜트는 이어서 남북 전쟁에 대해 언급하고, 전쟁으로 인한 부채를 상환하기 위해 싸울 것이라고 미국 시민들에게 안심시켰다.
우리와 우리 후손에게 연방을 보장하는 데 막대한 부채가 발생했습니다. 이 원금과 이자의 지불은 물론, 채무 계층이나 전체 국가에 실질적인 손해 없이 최대한 빨리 본위 화폐로 돌아가는 방안이 마련되어야 합니다. 국가의 명예를 보호하기 위해 정부 부채의 모든 달러는 계약에 명시적으로 달리 규정되어 있지 않는 한 금으로 지불되어야 합니다. 우리의 공공 부채 단 한 푼이라도 부인하는 자는 공직에서 신뢰받지 못할 것임을 이해해야 합니다. 이는 세계 최고가 되어야 할 신용을 강화하는 데 크게 기여할 것이며, 궁극적으로 우리는 현재 지불하는 것보다 낮은 이자를 가진 채권으로 부채를 대체할 수 있을 것입니다. 여기에 수입의 성실한 징수, 징수된 모든 달러에 대한 국고에 대한 엄격한 책임, 그리고 정부의 모든 부서에서 지출의 최대한 가능한 절감이 추가되어야 합니다.
마지막으로 그랜트는 1870년에 비준되어 아프리카계 미국인에게 선거권을 부여한 미국 수정 헌법 제15조를 전적으로 지지했다.
선거권 문제는 국가의 시민 중 일부가 어떤 주에서든 그 특권을 배제당하는 한 국민을 동요시킬 가능성이 있는 문제입니다. 이 문제가 지금 해결되는 것이 매우 바람직하다고 생각하며, 헌법 수정 제15조의 비준을 통해 그렇게 되기를 희망하고 바랍니다.

## 취임 연설에 대한 반응
그랜트의 취임 연설은 미국 언론과 시민들에게 호평을 받았다. 이 연설은 "간결하고 명확하며 강조적이고 목적에 부합한다"는 평가를 받았다. 미국 대중은 그랜트가 책임감을 완전히 이해하고 있으며, 앞으로 닥쳐올 일에 대한 오해나 두려움이 없다고 믿었기 때문에 그랜트 행정부에 대한 신뢰를 얻었다.

## 유럽의 축하 전보
그랜트가 취임식 후 본부에 도착했을 때, 다음 표의 전보가 그의 손에 전달되었다.
베를린, 3월 4일.
그랜트 장군 대통령, 백악관, 워싱턴 D.C.:

이 엄숙한 날에 진심으로 축하드립니다.— (서명) 비스마르크

워싱턴 그랜트 대통령께:

그 사람과 그날을 기리며, 대통령을 위해 만세 삼창!— 베를린 거래소 회원, 프리츠 마이어

## 다른 도시에서의 취임식 행사
다음은 다른 미국 도시에서 보도된 취임식 행사 중 일부이며, 더 많은 내용은 각주 링크에서 찾을 수 있다.

### 인디애나폴리스, 3월 4일
"오늘 12시부터 1시까지 젊은 남성 기독교 연합회의 후원으로 프리메이슨 홀에서 기도회가 열렸으며, 모든 기독교 교파가 연합하여 새 행정부에 대한 신의 축복을 기원했다."

### 샌프란시스코, 3월 4일
"오늘 그랜트 취임을 기념하여 예포가 발사되었고, 공공 건물과 도시의 주요 거리에 깃발이 장식되었다."

### 내슈빌, 3월 4일
"그랜트의 취임 연설은 오늘 오후 3시 30분에 이곳에서 유포되었다. 그것은 열렬히 찾아 읽혔으며 선거권 문제는 모호하게 여겨졌지만, 그 외에는 연설이 전반적인 만족감을 주었다."

## 같이 보기
- 율리시스 S. 그랜트 행정부
- 1873년 율리시스 S. 그랜트 대통령 취임식
- 1868년 미국 대통령 선거

## 내용주
1. ↑  이전 두 번은 존 애덤스가 1801년에, 존 퀸시 애덤스가 1829년에 그랬다. 이런 일은 도널드 트럼프가 2021년에 그러기 전까지 다시 발생하지 않았다. 마틴 밴 뷰런 (1841년)과 우드로 윌슨 (1921년)은 다른 이유(밴 뷰런의 병든 아들과 정치적 불화; 윌슨은 병이 들었음)로 불참했다.